# Mychajło Hanuszewski
Mychajło Hanuszewski, Michał Hanuszewski, (ur. 5 grudnia 1880 we wsi Suchowola w powiecie gródeckim, zm. 9 lutego 1962 w Uhornikach koło Stanisławowa) – ksiądz greckokatolicki, ukraiński działacz społeczny, polityczny i spółdzielczy, członek UNDO, poseł na Sejm RP II kadencji 1928–1930.

## Życiorys
Ukończył teologię w Akademii Lwowskiej, następnie studia prawnicze i filozoficzne we Lwowie i Wiedniu. W latach 1913–1927 był członkiem konsystorza biskupiego w Stanisławowie, następnie kapelanem arcybiskupstwa lwowskiego, dziekanem w Nadwórnej i proboszczem w Uhornikach.
Członek Teologicznego Towarzystwa Naukowego we Lwowie, działacz Proswity i Ridnej Szkoły we Lwowie i Uhornikach. Członek Rady Gminnej w Uhornikach i Mykietyńcach.  Działacz wielu ukraińskich organizacji spółdzielczych (prezes rady nadzorczej Związku Mleczarskiego "Masłosojuz", prezes spółdzielni Kredyt i dyrektor spółdzielni Harazd). Działacz Ukraińskiego Zjednoczenia Narodowo-Demokratycznego.
W wyborach do Sejmu i Senatu 1928 został wybrany na posła na Sejm z listy Bloku Mniejszości Narodowych (lista nr 18), z okręgu wyborczego nr 53 (Stanisławów). W Sejmie członek Klubu Ukraińskiego, działał w komisji opieki społecznej i inwalidzkiej. Dwukrotnie aresztowany przez władze polskie z przyczyn politycznych.
Po agresji III Rzeszy i ZSRR na Polskę we wrześniu 1939 został aresztowany przez Gestapo i kilka miesięcy więziony. Po uwolnieniu pracował na Łemkowszczyźnie, po ataku III Rzeszy na ZSRR od jesieni 1941 ponownie był proboszczem w Uhornikach. Gdy po sierpniu 1945 Uhorniki znalazły się w granicach ZSRR, po pseudosoborze lwowskim i oficjalnej likwidacji Kościoła greckokatolickiego przez władze ZSRR (1946) został aresztowany przez NKWD i zesłany na Syberię. Powrócił do Uhornik w 1957, tam też zmarł.